# Liste von Batteriezellfabriken in Deutschland
Die Liste von Batteriezellfabriken in Deutschland enthält bestehende und geplante Fabriken für Batteriezellen in Deutschland. Die Batteriezellen sind hauptsächlich für die Antriebsbatterien von Elektroautos vorgesehen.

## Liste
| Unternehmen/Fabrik                   | Ort                 | Stand                                                              | Produktions- kapazität | Bemerkungen |
| ------------------------------------ | ------------------- | ------------------------------------------------------------------ | ---------------------- | --- |
| CATL                                 | Arnstadt bei Erfurt | in Betrieb                                                         | 8 GWh/Jahr             | Im Dezember 2022 hat der Betrieb mit 8 GWh/Jahr begonnen, später sollen 24 GWh/Jahr erreicht werden. Die Batteriezellen werden an VW, Daimler und BMW geliefert. |
| Leclanché                            | Willstätt           | in Betrieb                                                         | 0,2 GWh/Jahr           | Die Produktionskapazität soll auf bis zu 2,5 GWh/Jahr ausgebaut werden. Die Zellen (LTO, Graphit/NMC) werden in Nutzfahrzeuganwendungen, Bussen und Marine-Systemen eingesetzt. |
| Tesla Gigafactory Berlin-Brandenburg | Grünheide           | in Bau                                                             | 50 GWh/Jahr            | Tesla plant für die erste Ausbaustufe 50 GWh/Jahr, später seien bis zu 250 GWh/Jahr möglich |
| Volkswagenwerk Salzgitter/PowerCo    | Salzgitter          | in Bau                                                             | 40 GWh/Jahr            | Der Produktionsstart ist für 2025 geplant. |
| Northvolt Drei                       | Heide               | Stillstand beim Bau                                                | 60 GWh/Jahr            | Der Produktionsstart ist für 2026 geplant. Nach der Insolvenz von Northvolt wurde im August 2025 ein Vertrag zum Verkauf von Northvolt Drei an das amerikanischen Unternehmen Lyten abgeschlossen. |
| SVolt                                | Überherrn           | verworfen                                                          | 24 GWh/Jahr            | Das Tochterunternehmen des chinesischen Autokonzerns Great Wall Motor entwickelt und produziert Lithium-Ionen-Akkus sowie Batteriesysteme für Elektrofahrzeuge. Die Serienproduktion sollte Saarland soll 2028 starten.                                                                                            |
| Opel/Mercedes                        | Kaiserslautern      | geplant                                                            | 24 GWh/Jahr            | Zum deutsch-französischen Joint Venture Automotive Cells Company (ACC) gehören der Opel-Mutterkonzern Stellantis, der französische Batteriehersteller Saft und Mercedes. Deutscher Standort für die Herstellung von Antriebsbatterien soll der Opel-Standort Kaiserslautern werden und 2025 den Betrieb aufnehmen. |
| Blackstone                           | Döbeln              | Ende 2021 in Teilbetrieb, Juli 2023 Insolvenzverfahren eingeleitet | 5 GWh/Jahr             | Im sächsischen Döbeln wollte Blackstone eine Produktionsstätte mit einer Jahreskapazität von fünf Gigawattstunden aufbauen. Im Juli 2023 wurde durch das Amtsgericht Chemnitz das Insolvenzverfahren über das Vermögen der Blackstone Technology in Döbeln eingeleitet.                                            |
| Varta                                | Ellwangen           | geplant                                                            | 2 GWh/Jahr             | Beliefert werden sollen vor allem Autohersteller im Luxusbereich. |
| Porsche                              | Kirchentellinsfurt  | geplant                                                            | 20 GWh/Jahr            | Entstehen sollen hier Hochleistungszellen als Joint Venture mit Customcells, die die von VW bezogenen Akkus ergänzen sollen. Die ersten Batterien sollen 2024 ausgeliefert werden. |

## Vergleich der Produktionskapazität
Die Zahlen vom Fraunhofer ISI von 2022 verdeutlichen, dass bis 2030 die Produktionskapazitäten in Deutschland knapp 400 Gigawattstunden (GWh) betragen könnten. Die Produktionskapazitäten in Europa könnten bis 2030 auf bis zu 1500 Gigawattstunden ansteigen.
Global gab es 2022 rund 300 große Batteriezellfabriken, die Mehrheit in China und rund 40 in den USA.